# Nototriche argyrioides
Nototriche argyrioides är en malvaväxtart som beskrevs av Arthur William Hill. Nototriche argyrioides ingår i släktet Nototriche och familjen malvaväxter. Inga underarter finns listade i Catalogue of Life.